# 筒井真樹子
筒井 真樹子（つつい まきこ）とは、日本のトランスジェンダー活動家であり、翻訳家である。1968年大阪市生まれ。

## 活動
生まれながらの性別に違和感をもつことを、精神疾患の一種である性同一性障害と名づけることに異議を申し立て、性別の自己決定権を確立しようとする「トランスジェンダリズム」を、米沢泉美、三橋順子、土肥いつきらと共に、共著書『トランスジェンダリズム宣言』の編集・刊行を通じて提唱した。

## 共著書
- 『トランスジェンダリズム宣言』　米沢泉美編著、社会批評社、2004年　ISBN 4916117557
- 『同性パートナー』　赤杉康伸・土屋ゆき・筒井真樹子編著、 社会批評社、2004年　ISBN 491611762X
- 『医療・看護スタッフのためのLGBTIサポートブック』　藤井ひろみ・桂木祥子・はたちさこ・筒井真樹子編著、メディカ出版、2007年　ISBN 4840420939 - LGBTIは、「レズビアン、ゲイ、バイセクシュアル、トランスジェンダー、インターセックス」の意

## 翻訳書
- 『隠されたジェンダー』（原題：Gender Outlaw）　ケイト・ボーンスタイン著、新水社、2007年　ISBN 488385101X